# Prefectura económica de Sangha-Mbaéré
Sangha-Mbaéré (o llamada simplemente Sangha) es una de las dos prefecturas económicas de la República Centroafricana. Está situada en el extremo sur del país, siendo una de las cuatro esquinas centroafricanas. Tiene fronteras con Camerún y la República del Congo. Su capital es Nola. Linda con las prefecturas de Mambéré-Kadéï y Lobaye al norte.
Además de Nola, también son importantes las ciudades de Bambio, en el noreste, Tamori, junto con la frontera camerunesa, y Salo, a orillas del río Sangha.
Sangha recibe el nombre del principal río que pasa por esta prefectura: el Sangha. También hay que destacar el río Kadéï.
En esta prefectura económica se encuentra la Reserva del Dzanga (Réserve du Dzanga, en francés), que ocupa más del 60% del territorio.